# Русская латиница Яковлева
Ру́сская лати́ница Я́ковлева — неосуществлённый проект латинизации русской письменности, подготовленный в 1929—1930 годах коллективом учёных под руководством советского языковеда Николая Феофановича Яковлева. Предлагалось перевести русское письмо на латинскую графическую основу как наиболее распространённую в мире. Учёные исходили из популярного в 1920-е годы представления о скорой мировой революции и необходимости унификации систем письма. В частности, одной из целей кампании была борьба с религией.
Несмотря на то, что проект был научно проработан, до практической реализации дело не дошло. Его авторы не учли естественное для грамотных людей нежелание переучиваться, а также политическую ситуацию того времени, которая характеризовалась отказом от идеи мировой революции в пользу построения социализма в отдельно взятой стране, а также укреплением роли русского языка и его атрибутов, главным из которых являлась кириллица. В итоге по решению Политбюро ЦК ВКП(б) при личном участии генерального секретаря ЦК ВКП(б) И. В. Сталина работа по латинизации русского языка была свёрнута и более не возобновлялась.

## Предыстория
Русский язык уже много веков неразрывно связан с кириллицей. При этом попытки перевода русской азбуки на латинскую графику также имеют долгую историю. Введённый Петром I в начале XVIII века гражданский шрифт зачастую рассматривается как частичная латинизация старославянской кириллицы. Однако полного перехода русской письменности на латинский алфавит, несмотря на отдельные предложения, не случилось.
Новый этап движения за латинизацию русского письма начался после Октябрьской революции 1917 года. В противовес национально-языковой политике Российской империи (в основном сводившейся к русификации), советская власть взяла курс на развитие всех народов страны, в том числе и самых малых, и всех их языков. Декларировалось, что каждый гражданин должен на своём родном языке овладеть вершинами мировой культуры, литературы, науки. Однако явным препятствием для этого было недостаточное развитие многих языков: одни не имели письменности вовсе, другие же использовали письменность, которая, как тогда считалось, не соответствовала новым условиям (в частности, арабскую). Тогда в СССР полагали, что достаточно для каждого языка в стране создать продуманное письмо и установить литературную норму, чтобы все граждане могли на родном языке читать Шекспира и Ленина.
В условиях атеистического государства связь письменности и религии стала проблемой. Свобода совести в СССР не только не гарантировалась государством, но открыто им нарушалась. В рамках антирелигиозной кампании ещё со времён Гражданской войны 1918—1921 годов гонениям подверглась сначала Русская православная церковь, а затем и остальные конфессии. В 1929 году в Конституцию СССР была внесена поправка, отменявшая свободу религиозной агитации. В то же время государство поддерживало и финансировало антирелигиозную пропаганду.
В этот же исторический период в СССР была развёрнута широкомасштабная реформа алфавита. Ещё в 1919 году во властных кругах Советского государства высказывалась идея о желательности введения латинского шрифта для всех народностей, населявших территорию РСФСР. Эту деятельность обосновывали «простотой», «красотой», а также «интернациональным» характером латиницы. На её основе была запланирована «унификация» — создание единого алфавита для всех народов СССР, а в перспективе — для всех народов мира. Борьба с религией и внедрение латинского алфавита, являясь инструментами советской «культурной революции» 1920—1930-х годов, оказались тесно связаны между собой.

## Подготовка к осуществлению

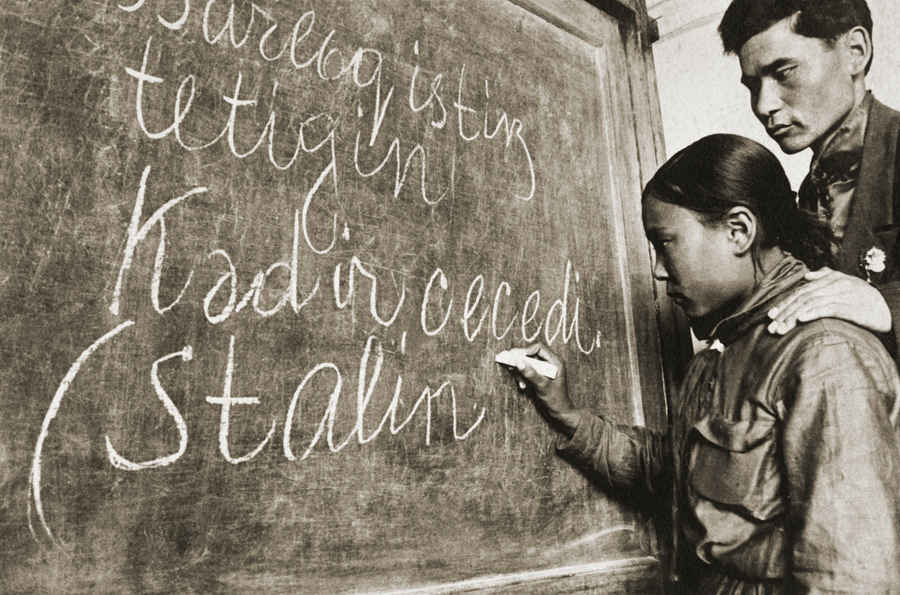
В казахской школе (1934 год).

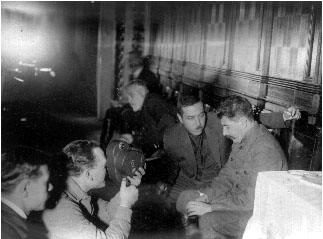
И. В. Сталин (справа) беседует с Г. М. Мусабековым во время работы IV сессии ЦИК СССР 4 созыва.

В начале 1920-х годов был взят курс на латинизацию языков всех народов СССР. Работа по созданию алфавитов и норм получила название «языкового строительства». Учёные-лингвисты высокой квалификации, среди которых одно из ведущих мест с самого начала занимал языковед Николай Яковлев, конструировали письменности для десятков языков.
Языковым строительством в СССР управлял Всесоюзный центральный комитет нового тюркского алфавита (ВЦКНТА), существовавший в 1925—1937 годах в Баку (первоначальный выбор Азербайджана для работы комитета был связан с тем, что ССРАз стала первой республикой, взявшей курс на латинизацию), затем — в Москве. Комитет сначала возглавлял Самед Ага Агамалы оглы, а после его смерти в 1930 году — Газанфар Мусабеков. В 1930 году ВЦКНТА был преобразован во Всесоюзный центральный комитет нового алфавита (ВЦКНА) и стал официально заниматься латинизацией письменности не только тюркских, но и всех остальных народов СССР. Непосредственно конструированием алфавитов занималась входившая в состав комитета Технографическая комиссия во главе с Яковлевым.
Одной из проблем, стоявших перед комитетом, был выбор системы письма: арабский или старомонгольский алфавиты были неприемлемы политически, однако в те годы не пользовалась популярностью и кириллица: советские идеологи воспринимали её как алфавит самодержавного гнёта, миссионерской пропаганды, великорусского национал-шовинизма по отношению к нацменьшинствам бывшей Российской империи.
Оставался лишь латинский алфавит, который тогда часто называли «алфавитом революции». Это был самый распространённый в мире алфавит и единственная письменность, не имевшая на тот момент ассоциаций ни с одним конкретным языком (привычка ассоциировать латиницу с английским появится позднее), он был политически наиболее нейтрален. Более того, многие ждали мировой революции, и предлагалось даже создать всемирный язык, на котором можно было бы в будущем говорить с рабочими всего мира; об этом, в частности, мечтал академик Николай Марр. Первым этапом на пути к созданию такого языка, как казалось, было внедрение унифицированного мирового алфавита (которым мог быть только латинский, ибо комиссия считала его алфавитом рационального, приспособленного в социалистическом обществе к потребностям стопроцентной грамотности правописания). Принявший революцию Яковлев, несмотря на дворянское происхождение, ставил вопрос о латинизации исходя из вышеописанных соображений. Сопряжение деятельности по латинизации письменности и антирелигиозной политики в СССР было достаточно сильным. Цель отрыва населения от религии, хоть и не являлась основной в советской языковой программе, занимала в ней важное место. Дополнительным аргументом в пользу латинизации были проводимые в те же годы реформы Ататюрка в Турции, которые характеризовались интенсивной вестернизацией культуры и отказом от арабского алфавита в пользу латиницы.
В результате в 1920-е и в первой половине 1930-х годов велась активная работа по созданию новых алфавитов на латинской основе. Большая их часть конструировалась Технографической комиссией ВЦКНА (лишь для языков народов Севера существовал отдельный центр в Ленинграде). Всего, как будет перечислять Яковлев в самом конце этой деятельности, был создан 71 такой алфавит. Созданные после революции алфавиты использовали 68 народов общей численностью более 25 млн человек. Однако в число языков, для которых конструировалась латинская письменность, не входили русский, а также украинский и белорусский. Для Яковлева, и в 1930 году сохранившего прежние взгляды, казалось необходимым ликвидировать образовавшийся «клин».

### Создание рабочей группы

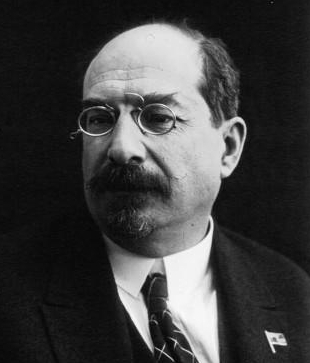
А. В. Луначарский

В ноябре 1929 года Главнаука Наркомпроса РСФСР образовала комиссию по разработке вопроса о латинизации русского алфавита во главе с Яковлевым и с участием лингвистов, книговедов, инженеров-полиграфистов. Члены комиссии были высококлассными специалистами в своих областях, а проект с чисто научной точки зрения, по оценке В. Алпатова, был совсем неплох. Всего в её состав входило 13 человек, в том числе:
- А. М. Сухотин,
- Л. И. Жирков,
- А. М. Пешковский[c],
- Н. М. Каринский,
- С. И. Абакумов,
- М. И. Щелкунов,
- В. И. Лыткин.

Необходимость латинизации русского письма объяснялась не только идеологическими, но и научно-практическими причинами:
- Большее соответствие латинской графики, по сравнению с русским гражданским шрифтом, уровню современной полиграфической техники и физиологии чтения и письма: формы латинских букв по сравнению с русскими экономнее в плане пространства, более чётки и удобны для чтения и письма[26].
- Значительная экономия бумаги, металла (литеры) и рабочей силы (10—15 %)[26].
- Экономия движения руки при письме до 14—15 %[27].
- Снижение нагрузки на глаза при чтении: в отношении различаемости букв латиница имеет преимущество, так как обладает большим графическим разнообразием букв, в то время как в кириллице графемы (например, п, н, и) плохо различимы в тексте. Удобочитаемость была высчитана в процентах: она равнялась отношению выступающих из строки букв к невыступающим (для латиницы — 2⁄3, для кириллицы — 1⁄10).

Комиссии было поручено сформулировать принципы, подлежащие учёту при установлении нового алфавита:
- Использовать без изменения наибольшее количество букв латинского алфавита, унифицируясь с международными графическими элементами Запада и Востока.
- Не вводить двойных букв.
- Не вводить букв, которые были удалены из русского алфавита.
- Не вводить букв с диакритическими знаками, отделёнными от корпуса буквы.
- Для дополнения алфавита создавать буквы с такими значками, которые пишутся без отрыва руки.
- Число букв в алфавите должно быть меньше, чем было на тот момент в русской кириллице.
- Выражение мягкости согласного перед гласным перенести на гласную букву.
- Всякая буква должна иметь только одно звуковое значение.
- Всякое сочетание звуков должно писаться только одним способом.

Помимо прочего, члены комиссии планировали, что переход на латиницу устранит недостатки дореформенной орфографии: в первую очередь исторически сложившийся позиционный (слоговой) принцип русской письменности, согласно которому фонемное соответствие букве можно определить только с учётом её положения в слове. Это проявляется в случаях, когда буква многозначна: ёлка — /jолка/, шёл — /шoл/, вёл — /в’oл/, либо когда буква лишь частично отражает содержания фонемы: вёл — /в’ол/, вол — /вол/. Таким образом, единицей чтения является слог, в то время как Яковлев изначально предполагал побуквенный принцип чтения, где каждая буква однозначна и соответствует той или иной фонеме.
Создание комиссии произошло при активном содействии наркома просвещения Луначарского, что стало одним из последних его мероприятий: в том же месяце он (к тому времени последний остававшийся на своём месте член первого советского правительства) был снят с должности. Тем не менее подкомиссия продолжала работу и в январе следующего года представила свой результат — три варианта нового алфавита, сразу же опубликованные в виде приложения к статье Яковлева:
| А а | Á á | B b | C c | Ç ç | D d |
| E e | F f | G g | I i | Í í | J j |
| K k | L l | M m | N n | O o | Ó ó |
| P p | R r | S s | Ş ş | T t | U u |
| Ú ú | V v | X x | Y y | Z z | Ƶ ƶ |

| А а | Ä ä | B b | C c | Ç ç | D d |
| E e | F f | G g | I i | J j | K k |
| L l | M m | N n | O o | Ö ö | P p |
| R r | S s | Ş ş | T t | U u | Ü ü |
| V v | X x | Y y | Z z | Ƶ ƶ |     |

| А а | B b | C c | Ç ç | D d | E e |
| Ə ə | F f | G g | I i | J j | K k |
| L l | M m | N n | O o | Ɵ ɵ | P p |
| R r | S s | Ş ş | T t | U u | V v |
| X x | Y y | Z z | Ƶ ƶ | Ь ь |     |

Новости о надвигавшейся латинизации русского письма проникали за пределы СССР, где вызвали серьёзное беспокойство в среде белой эмиграции. Эмигрантская пресса негативно отзывалась о планах Яковлева и его подкомиссии по внедрению нового алфавита. Эмоциональное и напряжённое обсуждение вопросов перехода на латиницу происходило в этнорелигиозном ключе: эмигранты болезненно воспринимали перспективу отказа от кириллицы, рассматривая такой ход как окончательную гибель русской цивилизации и торжество католицизма над православием. Орфографические новшества, активно обсуждавшиеся в Советской России, виделись эмигрантам все более и более абсурдными, постепенно отдаляя их от советской культуры и новой языковой практики.

## Структура
Комиссия завершила работу 14 января 1930 года. Итоговый документ предлагал три варианта русской латиницы, которые различались только начертанием некоторых знаков (ё, ы, ь, я, ю). В первом варианте алфавит состоял из 30 букв, а во втором и третьем из 29 (за счёт двойного использования j). Переход на новый алфавит, по замыслу создателей, должен был занять не менее четырёх лет.
Три предварительных варианта были следующими:
1. Устраняющий диакритические знаки, отдельные от букв[e][37];
2. Стремящийся к максимальному использованию наличных в типографиях латинских знаков[38];
3. На основе «нового тюркского алфавита»[39].

В таблице ниже даны соответствия между кириллическими буквами и знаками латиницы Яковлева:
|                                                                                         | Аа | Aa |  |    | Ии | Ii |    |    | Рр | Rr |       |       | Шш    | Şş | Şş | Şş |         |           |        |
|                                                                                         | Бб | Bb |  | Йй | Jj |    | Сс | Ss |    | Ёё | Óó    | Öö    | Ɵɵ    |    |    |    |         |           |        |
|                                                                                         | Вв | Vv |  | Кк | Kk |    | Тт | Tt |    | Ыы | Yy    | Yy    | Ьь    |    |    |    |         |           |        |
|                                                                                         | Гг | Gg |  | Лл | Ll |    | Уу | Uu |    | Ьь | Íí    | Jj    | Jj    |    |    |    |         |           |        |
|                                                                                         | Дд | Dd |  | Мм | Mm |    | Фф | Ff |    | Юю | Úú    | Üü    | Yy    |    |    |    |         |           |        |
|                                                                                         | Ээ | Ee |  | Нн | Nn |    | Хх | Xx |    | Яя | Áá    | Ää    | Əə    |    |    |    |         |           |        |
|                                                                                         | Жж | Ƶƶ |  | Оо | Oo |    | Цц | Çç |    | Щщ | Sc sc | Sc sc | Sc sc |    |    |    |         |           |        |
|                                                                                         | Зз | Zz |  | Пп | Pp |    | Чч | Cc |    | Ee | Ee    | Ee    | Ee    |    |    |    |         |           |        |
|                                                                                         |    |    |  |    |    |    |    |    |    |    |       |       |       | 1  | 2  | 3  |         |           |        |
|                                                                                         |    |    |  |    |    |    |    |    |    |    |       |       |       |    |    |    |         |           |        |
| \| \| \| \| \| \| \| \| \| \| \| \| \| \| \| \| \| \| Гласные \| Согласные \| Прочие \| |    |    |  |    |    |    |    |    |    |    |       |       |       |    |    |    |         |           |        |
|                                                                                         |    |    |  |    |    |    |    |    |    |    |       |       |       |    |    |    | Гласные | Согласные | Прочие |

При этом все варианты основывались на одних и тех же соображениях:
1. Учитывались только необходимые для смыслоразличения (фонологические) различия в произношении (Яковлев был наряду с Николаем Трубецким и Романом Якобсоном основателем структурной фонологии)[40].
2. Написание слов должно было быть интуитивно понятным для носителей языка, владеющих кириллицей. Так, передача мягкости согласных производилась путем включения в алфавит специальных букв, указывающих на мягкость предыдущего согласного (таких как я и ю), а также аналога мягкого знака (ь). Неизменным оставался и основной принцип русской орфографии — морфологический[40].

Проект последовательно исходит из положения: «один звук — одна буква». При этом комиссии так и не удалось в полной мере реализовать фонематический принцип, который лишь на первый взгляд может показаться удобным для записи русских слов: несмотря на возможность исключить шесть букв: е, ё, ю, я, ь и ъ, потребовалось бы ввести больше десятка новых для парных мягких согласных.
Не допускались ни диграфы вроде sh, ch для передачи одного звука, ни буквы, соответствующие двум звукам, наподобие латинской х (эта буква соответствует в проекте единому звуку, обозначаемому в кириллице буквой х; например, английская фамилия Хаксли будет, по Яковлеву, писаться Xaksli). По этой же причине кириллическим буквам ё, ю, я там, где они обозначают два звука (в начале слова и после гласных), соответствуют у Яковлева две буквы — j + гласная буква; так, слово яма предлагалось записывать как jama. Случай с буквой щ Алпатов считает спорным: Яковлев видел здесь стечение двух фонем (хотя существует и другая точка зрения), потому ей соответствовало сочетание sc.
Модификаторы в отличие от диграфов в проекте допускались. Авторы в данном его варианте учитывали наличие соответствующих литер в типографских наборах для известных иностранных языков, включая новый турецкий алфавит. Модифицированные буквы предпочли и в качестве соответствий буквам ё, ю, я там, где они передают мягкость предшествующего согласного. То, что эти буквы в тех латинских алфавитах, где они есть (например, ä в немецком), могут иметь иные значения, авторам проекта виделось некоторым недостатком, поэтому в двух других вариантах латиницы Яковлева соответствующие звуки писались иначе, но и вышеприведённый вариант допускался как приемлемый и не требовавший отливать новые литеры.
Особые проблемы составляют обозначения звука ы и йота (й): они всегда представляют сложность при использовании латиницы для русского языка. Для большинства языков, пользующихся латиницей, буква y оказывается лишней, совпадая по значению с буквой i, но для некоторых языков она используется иначе, в том числе и для обозначения йота. Однако в данном проекте она используется только как соответствие ы, а йоту соответствует буква j. В то же время эта же самая латинская буква соответствует и другой русской букве — мягкому знаку в случае, когда он обозначает мягкость предшествующего согласного. При этом два предложенных способа её использования никогда не конфликтуют друг с другом: в кириллице буква й бывает только после гласных и в редких случаях в начале слова, а мягкий знак — только после согласных. В этом проявился общий подход Яковлева и его коллег, всегда стремившихся к минимизации количества букв.
Что касается прочих латинских букв, то буква с соответствует кириллическому ч, а буквы h, q, w в проекте не используются вообще.
Некоторым отступлением от общих принципов у авторов проекта является передача звука е: в русской кириллице буква е после согласной буквы в большинстве случаев одновременно указывает и на мягкость предшествующего согласного подобно буквам ё, ю, я; для передачи того же звука после твёрдых согласных употребляется особая буква э. Однако в заимствованных словах (дельта, теннис и пр.) нередко е пишут и там, где предшествующий согласный произносят твёрдо. К тому же буква е в русской кириллице встречается много чаще, чем э. Поэтому авторы проекта сочли возможным не вводить особую латинскую букву ё (которая к тому же ассоциировалась бы с иной по значению кириллической буквой ё) и писать е во всех случаях. Это решение уменьшало число букв и больше соответствовало русским привычкам ценой некоторого увеличения омонимии: мер (от мера) и мэр предлагалось писать одинаково — как mer. Другой пример роста омонимии, более расходящийся с орфографическими привычками, составляло упразднение не связанного с произношением мягкого знака после шипящих на конце слова: рож и рожь предлагалось писать одинаково (roƶ). Наконец, согласно проекту твёрдый знак объединялся с мягким в соответствующей функции и не допускался какой-либо аналог замены ё на е: слово лёд писалось как löd, но не как led, а поёт как pojot, а не как pojet или poet.
Несмотря на наличие некоторых спорных решений, в целом, по оценке Алпатова, проект был разумен и научно проработан.

### Сводная таблица
| Графема | Графема | Вариант | Вариант | Вариант | Произношение        | Произношение        | Произношение        | Примечание                                                                                                |
| Графема | Графема | 1       | 2       | 3       | Фонема              | Транскрипция        | Звучание            | Примечание                                                                                                |
| ------- | ------- | ------- | ------- | ------- | ------------------- | ------------------- | ------------------- | --- |
|         | А а     | ✓       | ✓       | ✓       | /a/                 | /а/                 | /a/ ~ [æ]           | Аналогична кириллической «А а».                                                                           |
|         | Á á     | ✓       | ❌      | ❌      | /a/                 | /а/                 | [æ]                 | Аналогичны кириллической «Я я», но только после мягких согласных.                                         |
|         | Ä ä     | ❌      | ✓       | ❌      | /a/                 | /а/                 | [æ]                 | Аналогичны кириллической «Я я», но только после мягких согласных.                                         |
|         | B b     | ✓       | ✓       | ✓       | /b/, /bʲ/           | /б/, /б’/           | /b/, /bʲ/           | Аналогична кириллической «Б б».                                                                           |
|         | C c     | ✓       | ✓       | ✓       | /t͡ɕ/                | /ч’/                | [d͡ʑ] ~ /t͡ɕ/ ~ [ʈ͡ʂ]  | Аналогична кириллической «Ч ч».                                                                           |
|         | Ç ç     | ✓       | ✓       | ✓       | /t͡s/                | /ц/                 | [d͡z] ~ /t͡s/         | Заимствована из яналифа, аналогична кириллической «Ц ц».                                                  |
|         | D d     | ✓       | ✓       | ✓       | /d/, /dʲ/           | /д/, /д’/           | /d/, /dʲ/           | Аналогична кириллической «Д д».                                                                           |
|         | E e     | ✓       | ✓       | ✓       | /e/                 | /э/                 | [ɛ] ~ /e/           | Аналогична кириллическим «Е е» и «Э э».                                                                   |
|         | Ə ə     | ❌      | ❌      | ✓       | /a/                 | /а/                 | [æ]                 | Заимствована из яналифа, аналогична кириллической «Я я», но только после мягких согласных.                |
|         | F f     | ✓       | ✓       | ✓       | /f/, /fʲ/           | /ф/, /ф’/           | /f/, /fʲ/           | Аналогична кириллической «Ф ф».                                                                           |
|         | G g     | ✓       | ✓       | ✓       | /g/, /gʲ/           | /г/, /г’/           | /g/, /gʲ/           | Аналогична кириллической «Г г».                                                                           |
|         | I i     | ✓       | ✓       | ✓       | /i/                 | /и/                 | /i/ ~ [ɨ]           | Аналогична кириллической «И и».                                                                           |
|         | Í í     | ✓       | ❌      | ❌      | звука не обозначает | звука не обозначает | звука не обозначает | Аналогична мягкому знаку.                                                                                 |
|         | J j     | ✓       | ✓       | ✓       | /j/                 | /j/                 | /j/ ~ [ɪ̯]           | Аналогична кириллической «Й й».                                                                           |
|         | K k     | ✓       | ✓       | ✓       | /k/, /kʲ/           | /к/, /к’/           | /k/, /kʲ/           | Аналогична кириллической «К к».                                                                           |
|         | L l     | ✓       | ✓       | ✓       | /ɫ/, /lʲ/           | /л/, /л’/           | /ɫ/, /lʲ/           | Аналогична кириллической «Л л».                                                                           |
|         | M m     | ✓       | ✓       | ✓       | /m/, /mʲ/           | /м/, /м’/           | /m/, /mʲ/           | Аналогична кириллической «М м».                                                                           |
|         | N n     | ✓       | ✓       | ✓       | /n/, /nʲ/           | /н/, /н’/           | /n/, /nʲ/           | Аналогична кириллической «Н н».                                                                           |
|         | O o     | ✓       | ✓       | ✓       | /o/                 | /о/                 | /o/                 | Аналогична кириллической «О о».                                                                           |
|         | Ó ó     | ✓       | ❌      | ❌      | /o/                 | /о/                 | [ɵ]                 | Аналогичны кириллической «Ё ё», но только после мягких согласных. При этом «Ɵ ɵ» заимствована из яналифа. |
|         | Ö ö     | ❌      | ✓       | ❌      | /o/                 | /о/                 | [ɵ]                 | Аналогичны кириллической «Ё ё», но только после мягких согласных. При этом «Ɵ ɵ» заимствована из яналифа. |
|         | Ɵ ɵ     | ❌      | ❌      | ✓       | /o/                 | /о/                 | [ɵ]                 | Аналогичны кириллической «Ё ё», но только после мягких согласных. При этом «Ɵ ɵ» заимствована из яналифа. |
|         | P p     | ✓       | ✓       | ✓       | /p/, /pʲ/           | /п/, /п’/           | /p/, /pʲ/           | Аналогична кириллической «П п».                                                                           |
|         | R r     | ✓       | ✓       | ✓       | /r/, /rʲ/           | /р/, /р’/           | /r/, /rʲ/           | Аналогична кириллической «Р р».                                                                           |
|         | S s     | ✓       | ✓       | ✓       | /s/, /sʲ/           | /с/, /с’/           | /s/, /sʲ/           | Аналогична кириллической «С с».                                                                           |
|         | Ş ş     | ✓       | ✓       | ✓       | /ʂ/                 | /ш/                 | /ʂ/                 | Заимствована из яналифа, аналогична кириллической «Ш ш».                                                  |
|         | T t     | ✓       | ✓       | ✓       | /t/, /tʲ/           | /т/, /т’/           | /t/, /tʲ/           | Аналогична кириллической «Т т».                                                                           |
|         | U u     | ✓       | ✓       | ✓       | /u/                 | /у/                 | /u/                 | Аналогична кириллической «У у».                                                                           |
|         | Ú ú     | ✓       | ❌      | ❌      | /u/                 | /у/                 | [ʉ]                 | Аналогичны кириллической «Ю ю», но только после мягких согласных.                                         |
|         | Ü ü     | ❌      | ✓       | ❌      | /u/                 | /у/                 | [ʉ]                 | Аналогичны кириллической «Ю ю», но только после мягких согласных.                                         |
|         | V v     | ✓       | ✓       | ✓       | /v/, /vʲ/           | /в/, /в’/           | /v/, /vʲ/           | Аналогична кириллической «В в».                                                                           |
|         | X x     | ✓       | ✓       | ✓       | /x/, /xʲ/           | /х/, /х’/           | /x/, /xʲ/           | Аналогична кириллической «Х х».                                                                           |
|         | Y y     | ✓       | ✓       | ✓       | /i/, /u/            | /и/, /у/            | [ɨ], [ʉ]            | В первых двух вариантах аналогична кириллической «Ы ы», в третьем — «Ю ю» только после согласных.         |
|         | Z z     | ✓       | ✓       | ✓       | /z/, /zʲ/           | /з/, /з’/           | /z/, /zʲ/           | Аналогична кириллической «З з».                                                                           |
|         | Ƶ ƶ     | ✓       | ✓       | ✓       | /ʐ/                 | /ж/                 | /ʐ/                 | Заимствована из яналифа, аналогична кириллической «Ж ж».                                                  |
|         | Ь ь     | ❌      | ❌      | ✓       | /i/                 | /и/                 | [ɨ]                 | Заимствована из яналифа, аналогична кириллической «Ы ы».                                                  |
| Всего   | Всего   | 30      | 29      | 29      |                     |                     |                     | |

1. ↑  Есть мнение, что в третьем проекте кириллическая «Б б» передавалась латинской «B ʙ» для избежания путаницы с «Ь ь» (аналогично тому, как это делалось в яналифе), однако первоисточник этого не подтверждает[39].

### Примеры
Примеры написаний по всем трём вариантам:
| кириллица | латиница | латиница | латиница |        | кириллица | латиница | латиница | латиница |
| кириллица | 1        | 2        | 3        | 1      | кириллица | 2        | 3        |          |
| --------- | -------- | -------- | -------- | ------ | --------- | -------- | -------- | -------- |
| этот      | etot     | etot     | etot     |        | лук       | luk      | luk      | luk      |
| еда       | jeda     | jeda     | jeda     | люк    | lúk       | lük      | lyk      |          |
| подъезд   | podjezd  | podjezd  | podjezd  | мол    | mol       | mol      | mol      |          |
| ёлка      | jolka    | jolka    | jolka    | мёл    | mól       | möl      | mɵl      |          |
| подъём    | podjom   | podjom   | podjom   | мель   | melí      | melj     | melj     |          |
| яма       | jama     | jama     | jama     | кон    | kon       | kon      | kon      |          |
| изъян     | izjan    | izjan    | izjan    | конь   | koní      | konj     | konj     |          |
| юг        | jug      | jug      | jug      | топ    | top       | top      | top      |          |
| адъюнкт   | adjunkt  | adjunkt  | adjunkt  | топь   | topí      | topj     | topj     |          |
| рай       | raj      | raj      | raj      | дьяк   | djak      | djak     | djak     |          |
| зной      | znoj     | znoj     | znoj     | льёт   | ljot      | ljot     | ljot     |          |
| улей      | ulej     | ulej     | ulej     | вьюга  | vjuga     | vjuga    | vjuga    |          |
| дуй       | duj      | duj      | duj      | все    | vse       | vse      | vse      |          |
| мел       | mel      | mel      | mel      | всё    | vsó       | vsö      | vsɵ      |          |
| мал       | mal      | mal      | mal      | чёрный | cornyj    | cornyj   | cornьj   |          |
| мял       | mál      | mäl      | məl      | объём  | objom     | objom    | objom    |          |

Статья 1 «Всеобщей декларации прав человека»:
| Кириллица | Латиница | Латиница | Латиница |
| Кириллица | Вариант № 1 | Вариант № 2 | Вариант № 3 |
| --- | --- | --- | --- |
| Все люди рождаются свободными и равными в своём достоинстве и правах. Они наделены разумом и совестью и должны поступать в отношении друг друга в духе братства. | Vse lúdi roƶdajutsá svobodnymi i ravnymi v svojom dostoinstve i pravax. Oni nadeleny razumom i sovestju i dolƶny postupatí v otnoşenii drug druga v duxe bratstva. | Vse lüdi roƶdajutsä svobodnymi i ravnymi v svojom dostoinstve i pravax. Oni nadeleny razumom i sovestju i dolƶny postupatj v otnoşenii drug druga v duxe bratstva. | Vse lydi roƶdajutsə svobodnьmi i ravnьmi v svojom dostoinstve i pravax. Oni nadelenь razumom i sovestju i dolƶnь postupatj v otnoşenii drug druga v duxe bratstva. |

## Отказ от проекта
Русская латиница была собственной инициативой учёных, занимавшихся языковым строительством. Несмотря на то, что она была научно проработанной, политически проект в обстановке 1930 года идеологически не вписывался в русло политической конъюнктуры сталинского периода, а позиция большинства представителей власти по латинизации к тому времени изменилась.
К 1930-м годам появились две существенные преграды для латинизации русского письма. Во-первых, новый общественный строй на тот момент уже сложился, а в такой обстановке ломать традиционные представления и привычки чрезвычайно сложно. Вопрос смены системы письма, кроме политических и культурных аспектов, имеет и психологические: людям никогда не хочется без крайней необходимости или очень сильной мотивации снова фактически садиться за парты. Как отмечали сотрудники ВЦКНА, «когда меняется алфавит, огромное количество населения на определённое время становится неграмотным». Переход на новую письменность тем труднее, чем больше на языке имеется литературы и чем более развита письменная традиция на соответствующем языке. Легче было перевести с одного письма на другое языки малых народов СССР с невысоким на тот период процентом грамотных носителей, а с русским языком все было сложнее.
Во-вторых, в 1930 году ещё существеннее было влияние политической конъюнктуры. Свойственные 1920-м и иногда звучавшие даже в начале 1930-х годов идеалистические рассуждения о том, что в СССР «гражданином мира можно стать и без посредства русского языка», уже не соответствовали тогдашним реалиям СССР. Взятый властями курс на построение социализма в отдельно взятой стране и отказ от идеи скорой мировой революции, разгром троцкизма вели к укреплению государства, в котором преобладающим языком был русский. Это в области языковой политики способствовало повышению роли русского языка и его атрибутов, главнейшим из которых была кириллица. Яковлев и его коллеги, как и Луначарский, не были троцкистами, но жили ещё старыми представлениями. Иначе на это смотрел Сталин, который ранее возглавлял Наркомат по делам национальностей и проводил прежнюю национально-языковую политику. Однако в 1930-е годы на первый план в языковой политике постепенно выходило всеобщее распространение русского языка. Ещё одним возможным фактором было то, что смена письменности для столь крупного языка была бы очень затратным мероприятием (замена надписей, вывесок, документов и пр.), а средства были нужны на проведение индустриализации.
У проекта все ещё оставались сторонники, прежде всего сам Луначарский. Уже перестав быть наркомом, он выступил со статьёй в двух газетных номерах, где восторженно отозвался о проекте. Луначарский при этом рассказывал о своих беседах с Лениным в первые годы после революции. По его словам, тот говорил о необходимости перевода русского языка на латинский алфавит, но не на тот момент, а «в более спокойное время, когда мы окрепнем».
В работах Ленина вопрос латинизации русского письма нигде не упоминается, а о факте разговора на эту тему известно лишь со слов самого Луначарского. Алпатов высказывает предположение, что если бы латинизацию русского письма провели сразу после революции, как в Турции, то она могла бы иметь шансы на успех. В период всеобщей коренной ломки, отказа от всех прежних ценностей, вероятно, мог бы осуществиться отказ и от кириллицы. Однако на тот момент готовых проектов русской латиницы не оказалось, и власти ограничились реформой русской орфографии, проект которой был составлен ещё в 1904 году, но так и не был осуществлён в царское время.
26 января 1930 года Политбюро ЦК ВКП(б) под председательством Сталина дало поручение Главнауке прекратить разработку вопроса о латинизации русского алфавита. Новое руководство Наркомпроса передало данный вопрос на рассмотрение Политбюро: на его заседании 1 марта 1930 года под председательством Сталина было принято постановление, которое прекращало любую дальнейшую деятельность по латинизации русского письма в принципе. При этом никаких репрессивных мер по отношению к разработчикам проекта не последовало: те из них, кто работал в ВЦКНА, продолжили там свою деятельность.
Избежать репрессий сумел и Яковлев (в отличие от Поливанова), однако его дальнейшая судьба сложилась трагически. Он прожил долгую жизнь, однако уже с конца 1930-х годов оказался на периферии советской науки. Наиболее серьёзным ударом для Яковлева стало выступление Сталина против Марра в 1951 году, после которого учёного объявили «не разоружившимся марристом» и уволили со службы. Хотя по отдельным вопросам Яковлев всё-таки шёл на компромисс с марризмом, в разработке алфавитов он был независим от Марра и критиковал некомпетентные вмешательства академика в языковое строительство. Впоследствии Яковлев психически заболел. Его научные идеи и наработки получили развитие, а в печати его работы высоко оценивались специалистами, но в то же время многие ссылавшиеся на него советские языковеды ничего не знали о дальнейшей судьбе Яковлева.

### Попытка новой орфографической реформы
После изменения государственного курса идея реформы русского письма не была сразу полностью оставлена: её сторонники, потерпев неудачу с радикальной латинизацией, согласились в качестве первого этапа на «частичные изменения графической формы алфавита», против которых ранее выступал Яковлев. На этот раз в роли разработчика выступал уже не сам Наркомпрос (новый нарком Бубнов выполнял решение Политбюро), а образованный при нём Научно-исследовательский институт языкознания (НИЯз). Туда из ВЦКНА перешёл ученик и сотрудник Яковлева Алексей Сухотин, вместе с которым в разработке нового проекта участвовали молодые сотрудники института, впоследствии ставшие известными лингвистами: Пётр Кузнецов, Владимир Сидоров, Рубен Аванесов, а также Александр Реформатский (при этом сам Яковлев участия в новой разработке не принимал). Была осуществлена подготовка ещё одного проекта реформы русской орфографии. В ней был последовательно реализован фонематический принцип, а также устранялись буквы, обозначающие сочетания двух фонем, такие как я, ю, ё в словах вроде яма: это слово предлагалось писать не jama, как в проекте Яковлева, а jама.
Когда стало ясно, что деятельность русских «латинизаторов» не прекратилась, со стороны властей последовала уже более жёсткая реакция. 2 июля 1931 года Политбюро приняло ещё одно постановление, которое гласило: «Ввиду продолжающихся попыток „реформы“ русского алфавита…, создающих угрозу бесплодной и пустой растраты сил и средств государства, ЦК ВКП(б) постановляет… воспретить всякую „реформу“ и „дискуссию“ о „реформе“ русского алфавита». Это стало отправной точкой изменений советской языковой политики.
Летом 1932 года появилась статья о проекте в газете «Вечерняя Москва». В окончательном его варианте предлагалось, в частности, заменить букву и на взятую из латинского алфавита букву i, а букву э упразднить совсем (при этом никакого специального эквивалента для неё не предполагалось, как и в латинице Яковлева). Однако и этот проект был воспринят как слишком радикальный и потому отвергнут, в том числе из-за решения Политбюро от 1 июля 1932 года, принимавшегося под председательством Сталина по докладу начальника Главнауки Луппола. С этого момента любая работа, которая могла рассматриваться как направленная в сторону латинизации русской письменности, становилась невозможной.

### Кириллизация
На протяжении 1930—1932 годов ещё продолжалось создание новых алфавитов на основе латинской графики, а цели и задачи советской языковой политики, казалось, оставались прежними. Однако наложенный Сталиным запрет на латинизацию русского письма обозначил предел всей языковой политики 1920-х — начала 1930-х годов, направленной на разрыв с дореволюционными традициями и развитие максимально большого числа языков. В последующие годы советское руководство решило вернуть русскому народу государствообразующую роль. Новые подходы были приняты и в отношении русского языка, который теперь получил статус «первого среди равных» по отношению к другим языкам народов СССР и должен был «стать достоянием каждого советского гражданина». Русская письменность была объявлена «алфавитом творений Ленина и Сталина», «первой в мире по количеству изданной на нём маркс[истск]о-ленинской литературы», и алфавитом, «на котором изданы лучшие образцы мировой литературы».
Политика прошлых лет, направленная против русского языка и письменности, была подвергнута жёсткой критике. Партийные идеологи объявили, что замена русского алфавита «латинским… обесценила бы все эти богатства, принадлежащие культуре пролетариата». Кроме того, отмечалось, что «нигде не доказано», что будущим всемирным алфавитом «будет именно латинский алфавит, вырабатывавшийся в своё время отнюдь не для обслуживания культуры коммунистического общества» (а для «капиталистического мира»). Очевидно, теперь это звание могло перейти к русскому алфавиту.
В подходе к латинизации постепенно нарастали изменения. Весной 1933 года отдел культуры и пропаганды ЦК ВКП(б) дал ВЦКНА указание не латинизировать алфавиты тех народностей, которые применяют кириллическую письменность. Ни русский, ни украинский, ни белорусский язык так и не перешли на латинскую письменность, а в 1935—1936 годах был начал обратный процесс — всеобщий переход с латиницы на кириллицу для многих других языков.
Переход с латиницы на кириллицу начался в 1935 году в Кабарде. Затем началась кириллизация алфавитов языков народов Севера, а с 1937 года был провозглашён перевод на кириллицу каждого языка, ранее получившего латинский алфавит. В целом этот процесс был завершён к началу войны. Впоследствии латиница в СССР использовалась только для тех языков, письменность которых изначально была построена на основе латинской графики, например для литовского, латышского, эстонского, немецкого и финского языков. При этом армянский, грузинский и идиш не были кириллизированны и продолжали сохранять свои собственные алфавиты. Созданные же Яковлевым и его коллегами алфавиты вышли из обихода, а идея стать «гражданином мира» без знания русского языка, к которой благосклонно относился академик Алексеев, более не высказывалась.

## Значение
До практической реализации проекта дело так и не дошло. Против было несколько факторов: устоявшаяся письменная традиция, психология общества и дороговизна проекта. Впоследствии сам факт существования проекта замалчивался в течение многих лет. В Библиотеке им. Ленина (ныне — РГБ) из всех выпусков издания «Культура и письменность Востока» до 1983 года на спецхране находился только выпуск № 6, где и печатался этот алфавит. После 1936 года латинизация русской письменности всерьёз уже не обсуждалась, а все практические наработки в этом направлении перешли в плоскость транслитерации.
Однако это не означает, что данный проект может иметь исключительно исторический интерес. По мнению некоторых специалистов, латиница Яковлева является наиболее научно проработанной из всех существующих способов латинизации русского языка, которые сейчас используются, например в Интернете, и обычно более ориентированы на носителей английского, нежели русского языка.

### Аналоги
О существовании аналогичных системе Яковлева проектов того времени ничего не известно. Сохранилась всего одна фраза, записанная в книге ведущего советского китаиста тех лет академика В. М. Алексеева, посвящённой предполагавшейся тогда, но тоже не осуществлённой латинизации китайского языка. Алексеев считал, что в будущем вслед за китайским по этому же пути пойдёт и русский язык, и предложил такую запись известного предложения из басни И. А. Крылова: lisicы gdыeta box paslal kusochk sыru.
Алексеев исходил из иных соображений, нежели комиссия Яковлева: он полностью абстрагировался от действовавшей орфографии и фонологии, пытаясь не всегда точно произвести фонетическую запись (что приближается к сильно упрощённой фонетической транскрипции). Среди иных отличий от проекта Яковлева: принятие Алексеевым диграфов (ch для передачи ч, как в английском письме) и использование в некоторых случаях кириллических букв (ы).
В книге Реформатского «Введение в языковедение» в таблице транслитерации под заголовком «Проекты латинизации русского алфавита (20-е годы)» наряду с проектом Яковлева представлена колонка, относящаяся к проекту Б. А. Ларина — известного лингвиста. Представленный алфавит включает: a, b, v, g, d, e, ô, ž, z, i, j, k, l, m, n, o, p, r, s, t, u, f, x, c, č, š, β, (ъ опускается), y, ’, æ, û, â.

### В культуре
Память о проекте осталась преимущественно в юмористическом контексте: в популярном романе И. А. Ильфа и Е. П. Петрова «Золотой телёнок» описывается изобретённый тов. Полыхаевым (начальником конторы под названием «Геркулес») универсальный штамп с таким текстом:
В ответ на .......................... 
мы, геркулесовцы, как один человек, ответим:
<…>
л) поголовным переводом делопроизводства на латинский алфавит,
а также всем, что понадобится впредь.
Как следует из дальнейшего текста, сотрудников «в особенности смущал пункт о латинском алфавите»; хотя действие романа относится к 1930 году — самому разгару советской кампании по латинизации, — подразумевается, что такое решительное обещание в городе Черноморске (то есть в Одессе) было преждевременным и абсурдным.
Попытке латинизации русского письма также посвящено стихотворение Владимира Клопотовского «Московская латынь».

## Цитаты
1. ↑  Против использования кириллицы в 1923 году выступал в том числе крупнейший советский лингвист Евгений Поливанов[16]:
Эпоха — недоброй памяти — русского колонизаторства оставила такую ненависть в турецких (тюркских. — В. А.[17]) народах (сужу по туркестанским) к русификации и ее орудию — миссионерским русским транскрипциям, что само напоминание о русском шрифте болезненно, как тревожащее недавние раны от национального гнета; и потому попытки отстаивать (для каких-либо теоретических соображений) возможность пользоваться русской транскрипцией отнюдь нельзя рекомендовать. На II съезде узбекских работников просвещения, который главное внимание уделял вопросу узбекской графики, ни одного голоса не было слышно в пользу русского шрифта.
2. ↑  По мнению Яковлева[29]:
<…> только латинизация русского алфавита позволит полностью осуществить в орфографии принцип: всякая буква должна иметь только одно звуковое значение и всякое сочетание звуков должно изображаться на письме только одним способом. В настоящее время это элементарное педагогическое правило в русском алфавите не выдержано: Так, звук [j] изображается сейчас в алфавите семью[sic] способами (й, ь, ъ и ю, е, и), а буква «е» имеет четыре разных значения (je, e, jo, o). Уничтожение этих несообразностей в новом алфавите устранит необходимость так называемого «слияния» звуков при обучении грамоте, что сейчас является одним из «камней преткновения» для обучаемых.
3. ↑  В начале 1930 года Яковлев опубликовал статью «За латинизацию русского алфавита»[35]: 
Территория, занятая русским языком в пределах Союза, остается пережитком русификаторской деятельности царских миссионеров — распространителей православия <…> Территория русского алфавита представляет собою в настоящее время род клина, забитого между странами, где принят латинский алфавит Октябрьской революции, и странами Западной Европы, где мы имеем национально-буржуазные алфавиты на той же основе. Таким образом, на этапе строительства социализма существующий в СССР русский алфавит представляет собой безусловный анахронизм, — род графического барьера, разобщающий наиболее численную группу народов Союза как от революционного Востока, так и от трудовых масс и пролетариата Запада <…> Неизбежно должен наступить момент, когда содержание перерастает форму, трансформировавшийся базис опрокидывает устаревшую надстройку. В этот момент никакие частичные изменения графической формы алфавита уже не помогут, никакая форма орфографии уже не спасает <…> Сейчас должен быть создан новый алфавит — алфавит социализма.
4. ↑  Из протокола заключительного заседания комиссии от 14 января 1930: Переход в ближайшее время русских на единый интернациональный алфавит на латинской основе — неизбежен.
5. ↑  
Алпатов в своей статье 2015 года приводит пример того, как могла применяться латиница Яковлева: Программа развития малых языков СССР обычно не встречала прямого противодействия. Однако для её реализации имелось два препятствия. В соответствии с вариантом № 2 данный текст приводится в следующем виде: Programma razvitija malyh[sic] jazykov SSSR obycno ne vstrecala protivodejstvija. Odnako dlä jejo realizaçii imelosj dva prepätstvija.
При том в слове malyh (ср. малых) явно была допущена опечатка, т. к. буквы h не было ни в одном из представленных комиссией вариантов.
6. ↑  
Кузнецов впоследствии писал об этом в своих мемуарах[62]:
В 1931—1932 годах Институтом совместно с рядом других организаций была осуществлена подготовка проекта реформы русской орфографии <…> В ней последовательно был проведен фонематический принцип, опирающийся на фонологические отношения <…> В целях устранения букв, обозначающих сочетания двух фонем, был введён j.
7. ↑  
Однако Кузнецов раскрывает главную цель подобных нововведений, о которой в те годы уже прямо не писали[62]:
Проект предполагался лишь как временная мера, но имеющая в виду дальний прицел — переход в дальнейшем на письмо на латинской основе.

## Комментарии
1. ↑  Только вариант №3.
2. ↑  В зависимости от варианта.
3. ↑  Единственный из членов подкомиссии, кто не подписал итоговый документ (в отличие от Каринского и Абакумова)[24]
4. ↑  Пять последних позиций в нижеприведённой таблице.
5. ↑  По-видимому, в рукописном тексте значок акута предполагалось писать слитно с буквой, без отрыва пера от бумаги.
6. ↑  Здесь и далее в статье примеры будут приводиться в соответствии с вариантом №2 как наиболее близком по начертанию букв к алфавитам западных языков.
7. ↑  Чуть ранее Яковлев опубликовал известную статью «Математическая формула построения алфавита»[42], в котором новаторская фонологическая теория служила обоснованием арифметической формулы, позволявшей сократить количество букв.
8. ↑  Алпатов отмечает, что о данном постановлении широкой общественности долгое время ничего не было известно, и лишь недавно оно было опубликовано в 17-м, дополнительном томе собрания сочинений Сталина[58].
9. ↑  Алпатов допускает, что буква могла быть заимствована как из латинского, так и из кириллического украинского алфавита[65].
10. ↑  Воспроизведя его не совсем точно.
11. ↑  Алексеев считал, что кириллица, не имея по внеязыковым причинам шансов для китайского языка, чисто лингвистически для него лучше латиницы, поскольку имеет буквы ш и ы[79].